# Wartburgspärren
Wartburgspärren var tre mineringar som 1941 lades ut i ett område mellan den baltiska kusten och Öland-Gotland. Den bestod av cirka 1150 minor och 1800 svephinder. Spärren omfattade tre mineringar benämnda som "Wartburg I-III".
Wartburgspärren lades ut nattetid under andra världskriget, 18-21 juni 1941 av de tyska minfartygen Preussen, Grille, Skagerrak och Versailles samt minsveparna M 31 och M 208.
En av dessa milslånga linjer med minor har nu hittats av HMS Fårösund. Tidigare har man känt till att dessa minor finns, men inte exakt var.